# Jutro (dramat muzyczny)
Jutro – dramat muzyczny Tadeusza Bairda, w jednym akcie, z librettem Jerzego S. Sity według Josepha Conrada (nowela Jutro z tomu Tajfun i inne opowiadania). Prapremiera utworu miała miejsce w Warszawie 19 września 1966 roku.

## Osoby
- Jozue – baryton
- Jessica, jego córka – mezzosopran
- Ozias – bas
- Harry – rola mówiona

## Treść
Małe miasteczko rybackie, w którym zamieszkują dwie tylko osoby: Ozias i Jessica. Ozias jest starcem obłąkanym nadzieją; Jessica – młodą dziewczyną, która nieopatrznie pozwala się wciągnąć w tę jego grę nadziei. Ozias czeka na powrót syna, który przed wieloma laty uciekł z domu na morze. Całą swoją egzystencję ustawia pod kątem jego rychłego powrotu. Buduje na tym model nowego, lepszego jutra. W tym doskonalszym świecie umieszcza obok syna Harry’ego, Jessikę, jedyną życzliwą mu istotę. Jessica pozwala wprowadzić się w ten świat piękny, lecz nierealny. Całą swoją rozbudzoną tęsknotę, wszystkie uczucia i myśli, lokuje w tym przyszłym spotkaniu. Jedyną osobą, która widzi nadciągające nieszczęście, jest Jozue, ojciec dziewczyny, ślepy cieśla – świadek tragedii. Kiedy zjawia się wreszcie oczekiwany, wymarzony Harry, okazuje się człowiekiem banalnym, brutalnym i głupim. Bawi go sytuacja, której nie rozumie; chce ją wykorzystać. Ozias nie potrzebuje jego fizycznej obecności, nie poznaje go więc i wypędza. Potrzebuje go jednak Jessica. Harry jest gotów dać jej siebie; dosłownie. Usiłuje ją zgwałcić. Na krzyk Jessiki nadbiega stary Ozias. W imieniu Harry’ego zabija własnego syna. W imieniu fikcji zabija rzeczywistość, która nie może jej sprostać. Jego świat pozostał nietknięty – będzie nadal czekał na swojego syna. Ale w tym świecie nie ma już miejsca dla Jessiki. Usiłuje ją wciągnąć raz jeszcze, lecz cofa się przed jej śmiechem. Narastający śmiech, tragiczny, staje u progu jutra.